# Anna Kingsford
Anna Bonus Kingsford foi uma médica, escritora e mística britânica, filha de John Bonus, nascida em Maryland Point em 16 de setembro de 1846 e uma das primeiras mulheres inglesas, depois de Elizabeth Garrett Anderson, a obter um diploma de Medicina.
Lutou contra a sociedade machista da época, contra vivissecção de animais durante as experiências científicas e nas salas de aula, lutou a favor do vegetarianismo e, sobretudo, lutou por uma nova interpretação das escrituras sagradas cristãs, que denominou de Novo Evangelho da Interpretação. As obras mais importantes são: The Perfect Way, or, the Finding of Christ; Clothed with the Sun  e The Credo of Christendom.
Kingsford presidiu por um breve período a Sociedade Teosófica na Inglaterra, tendo sido, ao lado de Helena Blavatsky e outros, uma das promotoras dessa organização.